# Nykøbing Falster Håndboldklub
Dernière mise à jour : juin 2017.
Le Nykøbing Falster Håndboldklub (Nykøbing Falster HK) est un club danois de handball féminin basé à Nykøbing Falster, évoluant en championnat du Danemark féminin de handball.
En 2017, le club remporte le championnat du Danemark, puis, en décembre 2018, la coupe du Danemark.

## Palmarès
Compétitions internationales
- Ligue européenne (C3)
  - finaliste en 2023

Compétitions nationales
- Championnat du Danemark
  - vainqueur (1) en 2017
  - finaliste en 2024
- Coupe du Danemark
  - vainqueur (1) en 2019
  - finaliste (1) en 2021, 2023
- Supercoupe du Danemark
  - vainqueur (1) en 2017

## Effectif actuel
Effectif pour la saison 2024-2025
| Gardiennes de but - 1 Sofie Börjesson - 12 Catharina Fiskerstrand Broch - 16 Line Haupt Christiansen - 32 Cecilie Greve Ailières gauches - 21 Matilde Vestergaard - 22 Zoë Sprengers Ailières droites - 10 Charlotte Lund Mikkelsen - 11 Rosa Skovlund Schmidt - 20 Maja Magnussen Pivots - 02 Caroline Aar Jakobsen - 29 Julie Seeberg - 34 Sofie Bardrum | Arrières gauches - 08 Stine Eiberg Jørgensen - 49 Aimée von Pereira Demi-centres - 07 Amalie Wulff - 26 Mona Obaidli - 79 Kristina Kristiansen Arrières droites - 06 Moa Högdahl - 18 Alberte Kielstrup Madsen |

## Joueuses célèbres
Parmi les joueuses ayant évolué au club, on trouve :
- Bárbara Arenhart (2015-2016)
- Elaine Gomes (2014-2015)
- Mayara Moura (2014-2015)
- Karoline de Souza (2014-2016)
- Deonise Cavaleiro (2015-2016)
- Mariana Costa (2015-2017)
- Mette Gravholt (2015-2017)
- Althea Reinhardt (2007-2015)
- Ditte Vind (2016-2017)
- Sarah Iversen (2009-2012 & 2016-2018)
- Rikke Iversen (2012-2014)
- Berit Kristensen (-1999)
- Kristina Kristiansen (depuis 2015)
- Pernille Holmsgaard (2016-2017)
- Marianne Florman (2005)
- Marie-Hélène Sajka (2022-2023)
- Nathalie Hagman (2016-2017)
- Angelica Wallén (2017-2020)
- Anna Lagerquist (2017-2020)
- Tyra Axnér (2022-2024)
- Estavana Polman (2022)
- Dione Housheer (2018-2021)
- Nikita van der Vliet (2020-2023)